# دانيال إيفانوفسكي
دانيال إيفانوفسكي هو لاعب كرة قدم ومدرب كرة قدم شمال مقدوني في مركز الدفاع، ولد في 27 يونيو 1983 في بلدية كراتوفو ‏ في مقدونيا الشمالية. شارك مع منتخب مقدونيا الشمالية تحت 21 سنة لكرة القدم ومنتخب مقدونيا الشمالية لكرة القدم. أما مع النوادي، فقد لعب مع نادي سيليكس ونادي فاردار.

## وصلات خارجية
- دانيال إيفانوفسكي على موقع اتحاد السويد (السويدية)
- دانيال إيفانوفسكي على موقع قاعدة بيانات كرة القدم.إي يو (الإنجليزية)
- دانيال إيفانوفسكي على موقع ناشيونال فوتبول تيمز (الإنجليزية)
- دانيال إيفانوفسكي على موقع Soccerway.com (الإنجليزية)